# Statue-menhir de Cambous (Fontrieu)
Pour les articles homonymes, voir Statue-menhir de Cambous (Viols-en-Laval).
La statue-menhir de Cambous est une statue-menhir appartenant au groupe rouergat découverte à Fontrieu, dans le département du Tarn en France.

## Historique
La statue a été découverte en 1987 par l'abbé Record au lieu-dit Cambous sur l'ancienne commune de Castelnau-de-Brassac à proximité d'une ligne de crête. La statue-menhir est inscrite monument historique au titre d'objet depuis le 14 octobre 2019.

## Description
La statue a été gravée dans une petite dalle de granite de forme arrondie de 1,38 m de hauteur sur 0,93 m de largeur et 0,28 m d'épaisseur. C'est une statue-menhir masculine. La statue-menhir est entière mais très usée : aucun caractère anthropomorphe n'est plus visible, seuls quelques attributs le sont (ceinture avec boucle, baudrier, une partie de « l'objet »).
La statue originale est conservée au centre d'interprétation des mégalithes à Murat-sur-Vèbre, une copie a été dressée près du lieu de sa découverte.